# Marise Jongepier
Marise Jongepier (14 april 1987) is een Nederlands hockeyster die tot op heden (peildatum 31 oktober 2008) 5 interlands (nul doelpunten) heeft gespeeld voor de nationale vrouwenploeg.
Jongepier maakte op 17 mei 2008 haar debuut voor Oranje in een wedstrijd tegen Duitsland (2-1) op het toernooi om de Champions Trophy 2008 te Mönchengladbach, Duitsland. In de strijd om brons werd op 25 mei 2008 met 3-0 gewonnen van China. Na dit toernooi werd zij door bondscoach Marc Lammers niet geselecteerd voor de Olympische Spelen van Peking.
De verdedigster speelde dertien jaar bij Amersfoort, waarna zij aan hoger niveau toe was. Hoofdklasser SCHC werd in 2005 haar nieuwe club. In het seizoen 2007-2008 werd voor het eerst in de Stichtse clubgeschiedenis deelname aan dames play-offs bewerkstelligd. SCHC verloor daarin over twee duels van titelhouder Den Bosch.

## Belangrijkste prestatie
Jongepier speelde met SCHC eenmaal play-offs, in 2008.
- Champions Trophy 2008 te Mönchengladbach (Dui)